# Миян, Хабиб
Хабиб Миян (род. 20 мая 1878 — 19 августа 2008, Джайпур, Индия) — индийский супердолгожитель, который прожил 130 лет.

## Биография
Утверждения Мияна были основаны на документах 1938 года выпуска, удостоверявших личность человека по имени Рахим Хан, родившегося в 1878 году. Хабиб рассказал, что он пользовался этими документами с того момента, как ушёл из армии в 1938 году, чтобы выйти на пенсию, благодаря чему стал «самым старым человеком в Индии и мире». Миян стал самым пожилым паломником Хаджа, посетив Мекку в 2004 году.

## Смерть
Хабиб Миян умер утром 19 августа 2008 года, из-за рвотных приступов.